# Turdus fumigatus
Il tordo del cacao (Turdus fumigatus) è un tordo riproduttore residente in Sud America, dal sud-est della Colombia fino al Brasile centrale e orientale, così come sull'isola caraibica di Trinidad e in alcune delle Piccole Antille.

## Habitat
Il suo habitat preferito è la fitta foresta. Il nido è un recipiente voluminoso costituito da ramoscelli situato su un albero o una felce arborea. Due o tre uova verdastre a macchie rossastre vengono deposte e incubate dalla femmina per circa 13 giorni prima della schiusa. I giovani poi si involano dopo altri 13-15 giorni.

## Descrizione
Il tordo al cacao è lungo dai 22 ai 24 cm. È color rossiccio scuro sopra e rossiccio più chiaro sotto. Esistono cinque razze poco definite, che si differenziano principalmente per la brillantezza del piumaggio. I sessi sono simili, ma i soggetti giovani sono più opachi e hanno le parti inferiori smerlate, comuni nei tordi immaturi.

## Dieta e comportamento
Il tordo del cacao si nutre principalmente vicino al terreno di insetti, soprattutto formiche, altri invertebrati e alcune bacche. È una specie timida, ma a Trinidad è molto più addomesticata e potrebbe utilizzare le mangiatoie. Il verso è un gorgheggio musicale e produce anche una varietà di richiami.

## Distribuzione
In Sud America, il tordo del cacao si trova in due aree oltre al bacino amazzonico, la Guyane e la Guiana Shield.
Una popolazione disgiunta di medie dimensioni vive sulla costa sudorientale del Brasile; la stretta fascia costiera è di 300 km di larghezza e si estende dallo stato di Alagoas del nord allo stato meridionale di Rio de Janeiro. Un altro range per la specie è nel nord-est della Colombia e nel sud-ovest del Venezuela. Copre parti delle sorgenti del drenaggio del fiume Orinoco che scorre nei Caraibi e le sorgenti adiacenti dell'Amazzonia al Rio Negro, che scorre a sud-est nel quadrante nord-ovest dell'Amazzonia. Questa catena colombiano-venezuelana si estende fino alla costa del Venezuela settentrionale, poiché è un'estensione della catena delle Guiane, (Guyana occidentale).
L'area di distribuzione del tordo del cacao copre la metà orientale a valle del bacino amazzonico; nel bacino nord-orientale, è nello stato di Pará e Amapá con le Guiane. Nel bacino sudorientale si trova nei drenaggi del fiume Tapajos, del fiume Xingu e anche nei due terzi del sistema fluviale adiacente, il fiume Araguaia.